# Trehalose
Trehalose (auch Pilzzucker oder Mykose genannt) ist ein Disaccharid (Zweifachzucker), das aus zwei α,α'-1,1-glycosidisch verknüpften Glucose-Molekülen besteht. Daher ist sein systematischer Name 1-α-Glucopyranosyl-1-α-Glucopyranosid, in der Kurzformel: Glc α(1→1)α Glc. Da beide anomeren C-Atome an der O-glycosidischen Bindung beteiligt sind, gehört Trehalose zu den nichtreduzierenden Zuckern.

## Vorkommen
Trehalose kommt natürlicherweise in verschiedenen Pflanzen und Pilzen und auch in der Hämolymphe vieler Insekten vor. Sie kommt in den Kokons der Rüsselkäferlarven von Larinus maculatus, Larinus nidificans vor; diese wurden früher gesammelt und als „Trehala Manna“ bezeichnet, daher auch der Name Trehal-ose. Diese Kokons enthalten ca. 30–45 % Trehalose. In Pflanzen ist sie einer der Reservestoffe. Sie kann vom Menschen mittels der im Dünndarm lokalisierten Trehalase zu D-Glucose abgebaut werden.
Für Bakterien ist Trehalose essenziell: nur durch Anreicherung von Trehalose können sie Stresssituationen wie Trockenheit überstehen, ohne dass ihre Proteine denaturieren. Corynebakterien und Mycobakterien bauen außerdem noch Trehalose als Bestandteil von Glycolipiden in ihre äußerste Zellwandschicht ein, wo sie in pathologischen Keimen das Eindringen in den Wirtsorganismus erleichtert.

## Funktion/Anwendungen
- Trehalose wird auch als natürliches Frostschutzmittel bezeichnet. Bei Bärtierchen (Tardigrada) führt die signifikante Erhöhung der intrazellulären Trehalosekonzentration zur Kryopräservation. In verschiedenen Geweben führt die künstliche Zugabe von Trehalose in Kombination mit anderen Substanzen (z. B. DMSO) zur Kryopräservation.[6][7]

- Insbesondere bei Insekten ist Trehalose der Hauptreservezucker, und Hemmung der Trehalase kann durch Hypoglykämie zum Tod führen, was man sich bei der Insektenbekämpfung zunutze macht.[8]

- Trehalose wird industriell aus Stärke hergestellt. Sie besitzt ca. 45 % der Süßkraft von Zucker und wird als Zuckeraustauschstoff verwendet.

- Im medizinischen Bereich wird Trehalose – in Kombination mit Hyaluronsäure – zur Behandlung von trockenen Augen eingesetzt. Die Trehalose schützt die Horn- und Bindehaut vor Schädigungen durch Trockenheit, indem sie eine Art Schutzfilm auf der Zelloberfläche bildet. Außerdem besitzt Trehalose eine hohe Wasserbindungskapazität und ist somit ein geeigneter Inhaltsstoff für Tränenersatzmittel.[9]

- Unverträglichkeit von Trehalose führt bei der Trehalose-Intoleranz zu Blähungen und Durchfällen. Trehalose-Intoleranz ist keine Allergie, sondern wie auch die Lactose-Intoleranz Folge eines Enzymmangels.